# Giuseppe Greco (calciatore 1983)
Giuseppe Greco (Palermo, 6 agosto 1983) è un ex calciatore italiano, di ruolo attaccante.

## Carriera
Palermitano di nascita ma trasferitosi giovanissimo a Pizzoli (AQ), si forma calcisticamente in Abruzzo e precisamente nell'Amiternina. A 16 anni si trasferisce nelle giovanili del Pavia e successivamente, ma per un solo anno, in quelle della Sampdoria.
Inizia la sua carriera da professionista proprio nel Pavia (Serie C2) nella stagione 2001-2002 disputando 13 partite e segnando 1 gol. Nella stagione successiva passa al Como, con cui disputa un campionato di Serie A e uno di Serie B.
Nell'estate del 2004 passa al Padova, e nella stagione successiva al Genoa (in Serie C1), dove disputa 15 partite segnando 3 gol. A metà stagione passa al Catanzaro in Serie B, dove disputa 8 gare segnando una rete.
Nel campionato 2006-2007 torna al Genoa rendendosi subito protagonista, segnando 4 reti in Coppa Italia.
In campionato il suo bottino personale è di 7 reti alle spalle di Adailton (11), Marco Di Vaio (9) e Gaetano De Rosa (8).
Nel 2007 si trasferisce in prestito per giocare nel Chievo Verona in Serie B dove non brilla realizzando una sola rete, motivo per cui si trasferisce, sempre in prestito, al Rimini, dove torna a buoni livelli.
Nell'estate del 2008 passa al Pisa, sempre in prestito dal Genoa, insieme ai compagni Raggio Garibaldi e Masiero. Segna il suo primo gol con la maglia neroazzurra il 15 settembre 2008 contro il Modena, su calcio di rigore, regalando la vittoria ai toscani.
Uno dei suoi gol più importanti della stagione è di sicuro quello nel derby contro il Livorno, il 14 febbraio 2009, gol che ha contribuito alla vittoria pisana per 2-1, dopo 32 anni dall'ultimo successo in gare di campionato.
La stagione in neroazzurro, è sicuramente ad ora quella più prolifica della sua carriera, poiché è entrato per la prima volta in "doppia cifra" come reti segnate. Purtroppo il 14 marzo a Treviso, durante il riscaldamento prepartita, si infortuna gravemente, rompendosi il tendine di Achille, sancendo anzitempo la fine della sua stagione.
Il 1º luglio 2009 l'attaccante viene ceduto in prestito con diritto di riscatto dal Genoa al Bari. Segna il suo primo gol con la maglia del bari su calcio di rigore in coppa Italia contro l'Empoli. Il 3 ottobre seguente debutta in campionato in occasione del pareggio interno 0-0 col Catania. Segna il suo primo gol in Serie A il 29 novembre 2009 nella partita Bari-Siena segnando al 93º il gol decisivo del 2-1 per la vittoria biancorossa.
Il 31 gennaio 2010 si trasferisce in prestito al Cesena, con cui arriva secondo nel campionato di serie B ottenendo la promozione in massima serie. Nel luglio dello stesso anno viene ceduto dal Genoa in prestito al Grosseto, ancora in Serie B. In Maremma però non riesce ad imporsi (appena dieci presenze ottenute ed una sola rete realizzata) ed il 19 gennaio 2011 viene trasferito in prestito al Modena, sempre in Serie B., Contribuisce alla salvezza degli emiliani segnando otto reti; il 5 luglio 2011 il Genoa annuncia la cessione del suo cartellino a titolo definitivo al Modena.
In totale con la maglia del Modena ha segnato 20 gol in 59 partite.
Nel gennaio del 2013 passa alla Pro Vercelli, con cui conquista una promozione in Serie B; l'anno seguente milita nel Venezia, in Lega Pro.
Il 25 giugno 2015 viene ufficializzato il suo passaggio al Feralpisalò, con il quale firma un contratto annuale.
Il 29 gennaio 2016 si trasferisce a titolo definitivo all'Arezzo, con cui esordisce il giorno dopo, risultando decisivo nella partita vinta 4-0 contro il Tuttocuoio, con due gol segnati nei primi cinque minuti di gioco e un assist.
Poi seguono stagioni in squadre dilettanti dell'Emilia-Romagna: il 9 giugno seguente passa al Castelvetro, squadra della provincia modenese neopromossa in Serie D. La stagione successiva passa al Rosselli Mutina (Eccellenza), poi si trasferisce all'Axys Zola di Zola Predosa, neopromosso in Serie D e nel giugno 2019 firma per il Castellarano, militante in Promozione.

## Statistiche

### Presenze e reti nei club
| Stagione            | Squadra             | Campionato          | Campionato | Campionato | Coppe nazionali | Coppe nazionali | Coppe nazionali | Coppe continentali | Coppe continentali | Coppe continentali | Altre coppe | Altre coppe | Altre coppe | Totale | Totale |
| Stagione            | Squadra             | Comp                | Pres       | Reti       | Comp            | Pres            | Reti            | Comp               | Pres               | Reti               | Comp        | Pres        | Reti        | Pres   | Reti   |
| ------------------- | ------------------- | ------------------- | ---------- | ---------- | --------------- | --------------- | --------------- | ------------------ | ------------------ | ------------------ | ----------- | ----------- | ----------- | ------ | ------ |
| 2001-2002           | Pavia               | C2                  | 13         | 1          | CI-C            | 0               | 0               | -                  | -                  | -                  | -           | -           | -           | 13     | 1      |
| 2002-2003           | Como                | A                   | 2          | 0          | CI              | 0               | 0               | -                  | -                  | -                  | -           | -           | -           | 2      | 0      |
| 2003-2004           | Como                | B                   | 16         | 0          | CI              | 1               | 0               | -                  | -                  | -                  | -           | -           | -           | 17     | 0      |
| Totale Como         | Totale Como         | Totale Como         | 18         | 0          |                 | 1               | 0               |                    | -                  | -                  |             | -           | -           | 19     | 0      |
| 2004-2005           | Padova              | C1                  | 25         | 3          | CI-C            | 0               | 0               | -                  | -                  | -                  | -           | -           | -           | 25     | 3      |
| 2005-gen. 2006      | Genoa               | C1                  | 15         | 3          | CI+CI-C         | 0+2             | 2               | -                  | -                  | -                  | -           | -           | -           | 17     | 5      |
| gen.-giu. 2006      | Catanzaro           | B                   | 8          | 1          | CI              | -               | -               | -                  | -                  | -                  | -           | -           | -           | 8      | 1      |
| 2006-2007           | Genoa               | B                   | 30         | 7          | CI              | 5               | 4               | -                  | -                  | -                  | -           | -           | -           | 35     | 11     |
| Totale Genoa        | Totale Genoa        | Totale Genoa        | 45         | 10         |                 | 7               | 6               |                    | -                  | -                  |             | -           | -           | 52     | 16     |
| 2007-gen. 2008      | Chievo              | B                   | 8          | 1          | CI              | -               | -               | -                  | -                  | -                  | -           | -           | -           | 8      | 1      |
| gen.-giu. 2008      | Rimini              | B                   | 16         | 7          | CI              | -               | -               | -                  | -                  | -                  | -           | -           | -           | 16     | 7      |
| 2008-2009           | Pisa                | B                   | 25         | 10         | CI              | 1               | 0               | -                  | -                  | -                  | -           | -           | -           | 26     | 10     |
| 2009-gen. 2010      | Bari                | A                   | 6          | 1          | CI              | 1               | 1               | -                  | -                  | -                  | -           | -           | -           | 7      | 2      |
| gen.-giu. 2010      | Cesena              | B                   | 16         | 3          | CI              | -               | -               | -                  | -                  | -                  |             | -           | -           | 16     | 3      |
| 2010-gen. 2011      | Grosseto            | B                   | 13         | 1          | CI              | 2               | 0               | -                  | -                  | -                  | -           | -           | -           | 15     | 1      |
| gen.-giu. 2011      | Modena              | B                   | 17         | 8          | CI              | -               | -               | -                  | -                  | -                  | -           | -           | -           | 17     | 8      |
| 2011-2012           | Modena              | B                   | 27         | 7          | CI              | 2               | 4               | -                  | -                  | -                  | -           | -           | -           | 29     | 11     |
| 2012-gen. 2013      | Modena              | B                   | 11         | 1          | CI              | 2               | 0               | -                  | -                  | -                  | -           | -           | -           | 13     | 1      |
| Totale Modena       | Totale Modena       | Totale Modena       | 55         | 16         |                 | 4               | 4               |                    | -                  | -                  |             | -           | -           | 59     | 20     |
| gen.-giu. 2013      | Pro Vercelli        | B                   | 7          | 0          | CI              | -               | -               | -                  | -                  | -                  | -           | -           | -           | 7      | 0      |
| 2013-2014           | Pro Vercelli        | 1D                  | 22+5       | 3+1        | CI+CI-LP        | 1+0             | 0               | -                  | -                  | -                  | -           | -           | -           | 28     | 4      |
| Totale Pro Vercelli | Totale Pro Vercelli | Totale Pro Vercelli | 29+5       | 3+1        |                 | 1               | 0               |                    | -                  | -                  |             | -           | -           | 35     | 4      |
| 2014-2015           | Venezia             | LP                  | 29         | 9          | CI+CI-LP        | 1+0             | 0               | -                  | -                  | -                  | -           | -           | -           | 30     | 9      |
| 2015-gen. 2016      | Feralpisalò         | LP                  | 14         | 3          | CI+CI-LP        | 2+1             | 0               | -                  | -                  | -                  | -           | -           | -           | 17     | 3      |
| gen.-giu. 2016      | Arezzo              | LP                  | 11         | 2          | CI+CI-LP        | -               | -               | -                  | -                  | -                  | -           | -           | -           | 11     | 2      |
| 2016-2017           | Castelvetro         | D                   | 27         | 13         | CI-D            | 1               | 0               | -                  | -                  | -                  | -           | -           | -           | 28     | 13     |
| 2017-2018           | Rosselli Mutina     | E                   | 27         | 18         | -               | -               | -               | -                  | -                  | -                  | -           | -           | -           | 27     | 13     |
| 2018-2019           | Axys Zola           | D                   | 9          | 1          | CI-D            | 2               | 0               | -                  | -                  | -                  | -           | -           | -           | 11     | 1      |
| 2019-2020           | Castellarano        | E                   | 0          | 0          | -               | -               | -               | -                  | -                  | -                  | -           | -           | -           | 27     | 13     |
| Totale carriera     | Totale carriera     | Totale carriera     | 382+5      | 100+1      |                 | 24              | 11              |                    | -                  | -                  |             | -           | -           | 433    | 110    |

## Palmarès

### Individuale
- Capocannoniere della Coppa Italia: 1

2006-2007 (4 gol)